# Benjamin Robins
 (mars 2023).
Pour les articles homonymes, voir Robins.
Benjamin Robins (né en 1707 à Bath dans le Somerset, mort le 29 juillet 1751 à Cuddalore, aux Indes) est un mathématicien et ingénieur britannique plus particulièrement connu de nos jours pour l'invention du pendule balistique.

## Biographie
Benjamin Robins est né à Bath d'une famille de quakers dans une situation difficile. Il vient à Londres sur les conseils de Henry Pemberton (1694-1771). Il y étudie les mathématiques et les langues en autodidacte. Il est rapidement reconnu par la communauté scientifique britannique et écrit dès 1727 dans les Philosophical Transactions de la Royal Society en particulier sur la loi de Jean Bernoulli concernant le déplacement et l'impact des corps solides. La même année il devient membre de cette société savante. Cette notoriété lui apporte des élèves ce qui lui permet de financer ses recherches. Il n'enseigne jamais en groupe, préférant les cours particuliers.
Robins se tourne vers l'ingénierie, il prend part à la construction de ponts, minoteries et ports. Il part en Flandres étudier les fortifications et le drainage des sols. À son retour en Grande-Bretagne il écrit encore plusieurs articles en mathématiques, il y défend les théories de Isaac Newton, par exemple pendant la controverse Robins-Jurin-Berkeley qui se transforme rapidement, bien qu'ils défendent tous deux le point de vue de Newton, en controverse Robins-Jurin. À côté de ces travaux il participe activement à la vie politique de son pays. Il écrit plusieurs pamphlets s'opposant à Robert Walpole et est secrétaire d'un comité nommé par la chambre des communes pour enquêter sur la conduite de ce ministre.

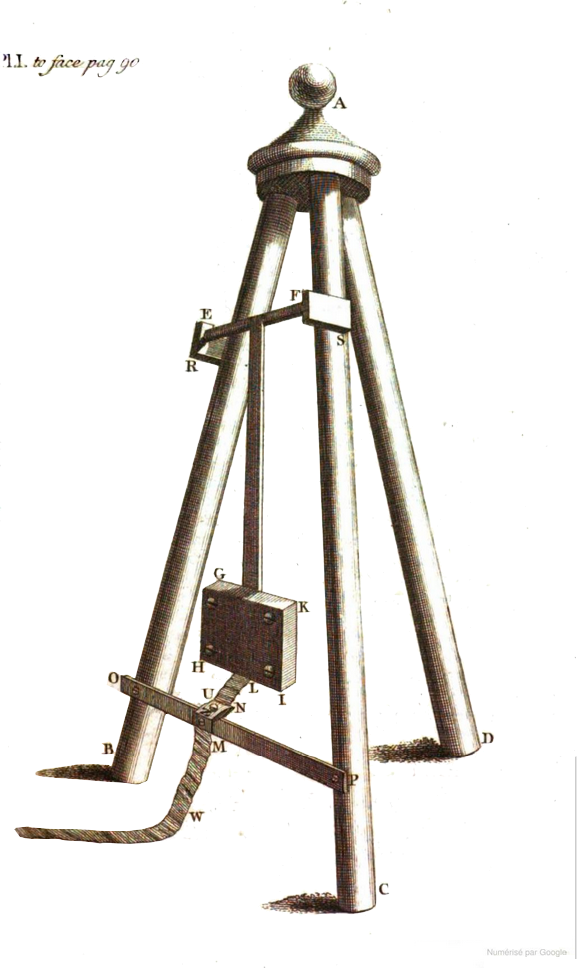
Pendule balistique de Benjamin Robins.

Notre époque se souvient surtout de lui pour ses travaux en balistique. À partir du principe de conservation de la quantité de mouvement, du principe de conservation de l'énergie mécanique du pendule et d'un appareil simple de son invention, le pendule balistique, il est le premier à mesurer la vitesse d'une balle de fusil. Il étudie aussi l'influence de la résistance à l'air des projectiles. Alors que ces contemporains considèrent que la résistance de l'air aux déplacements d'objets denses est négligeable il démontre qu'elle est un facteur critique. En 1742 il publie New Principles of Gunnery, ouvrage sur lequel seront basées de nombreuses recherches ultérieures dans ce domaine et où apparaissent les premières mesures de ce que l'on nommera plus tard l'effet Magnus et que pour cette raison certains nomment l'effet Magnus-Robins. 
Pour toutes ces études Robins est fréquemment surnommé le père de la balistique moderne. L'ouvrage New Principles of Gunnery sera traduit en allemand par Euler lui-même en 1745, ce dernier ne croyant cependant pas à la portance latérale des projectiles rotatifs découverte par Robins et largement prouvée par ses expérimentations.

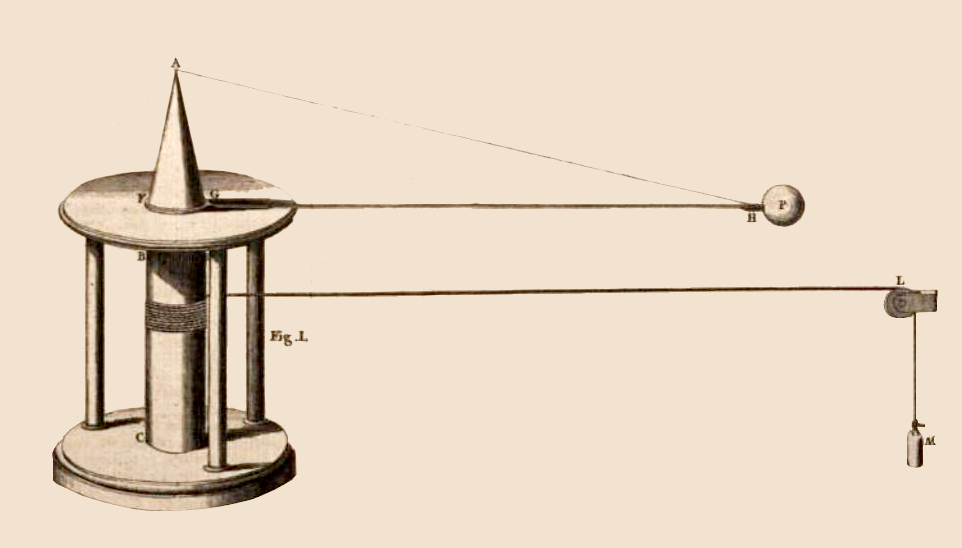
Manège aérodynamique de Robins.

Dans le même ouvrage, Robins présente la résistance de l'air comme un élément déterminant de la balistique et en réalise les premières mesures grâce à un tourniquet aérodynamique.
Avec le même tourniquet aérodynamique, il prouve que la Traînée aérodynamique d'un corps évolue comme le carré de sa vitesse.
La Royal Society lui décerne la médaille Copley en 1746. En 1749, il est engagé comme ingénieur par la Compagnie anglaise des Indes orientales et commence à superviser la reconstruction de leurs forts, il prépare la défense de Madras. Il meurt en Inde en 1751 d'une fièvre.

## Source
- (en) « Benjamin Robins », dans Encyclopædia Britannica [détail de l’édition], 1911 (lire sur Wikisource).